# 剝製

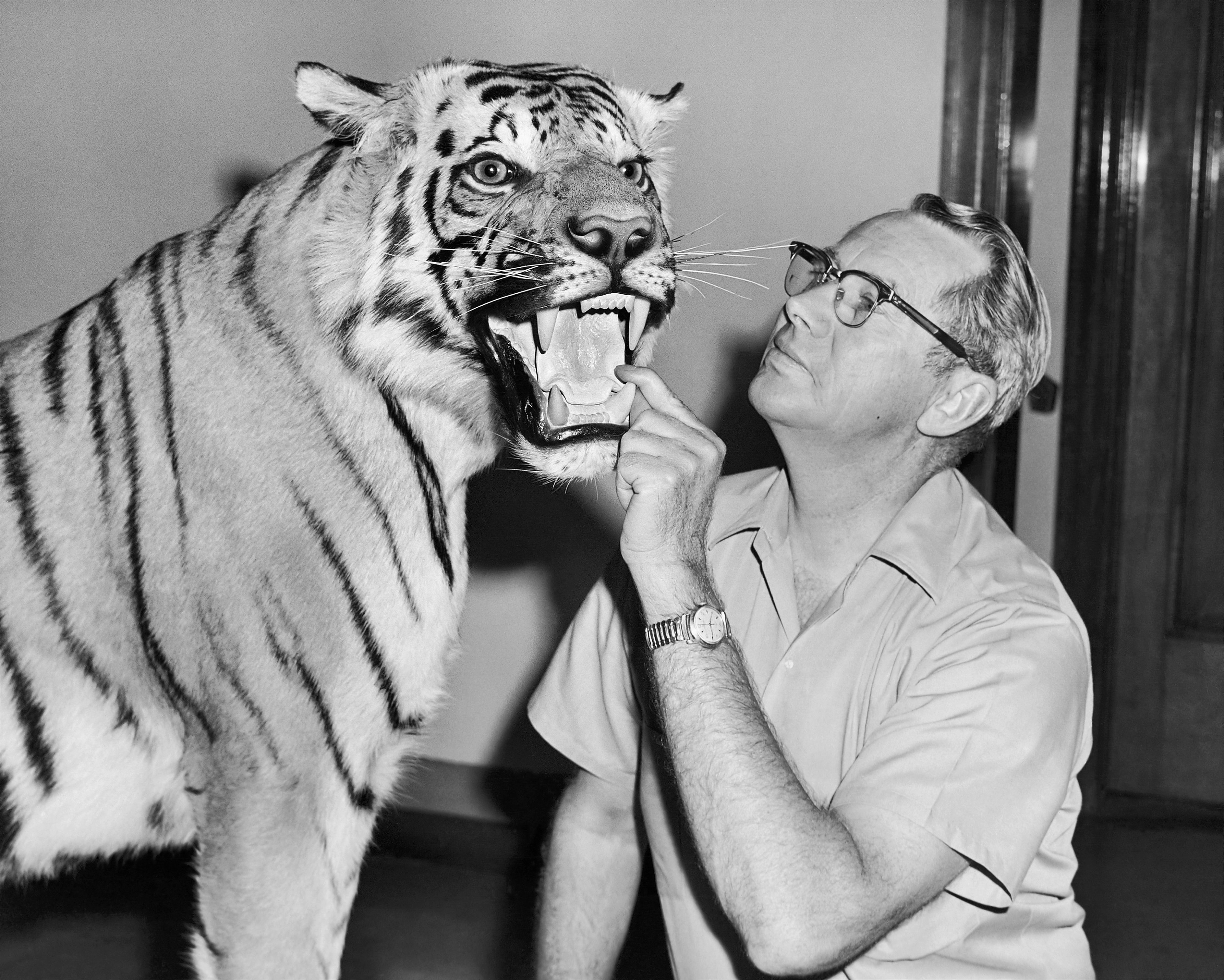
一隻在美國楊百翰大學生命科學博物館展出的已剝製老虎

剝製（Taxidermy；源於古希臘語，意思是「皮膚的排列」）是一種將已死亡的動物（特別是脊椎動物） 透過泡製、剝皮、填充及上架等步驟來保存並展覽的標本製作技術。剝製一般是为了造出栩栩如生的形象。被保存的可能是狩獵的戰利品、心愛的寵物或純粹作展示用途（例如：科研用途、物種鑑定等）。
儘管剝製技術可用於保存所有脊椎動物的外形，包括哺乳類、鳥類、魚類、爬蟲類及兩棲類，無脊椎動物的昆蟲及蜘蛛有時亦會用這種方式來保存。很不幸地，過往19世紀初期歐洲殖民非洲大陸之時，一些非洲土著戰士亦被當作戰利品而被剝製成標本，於歐洲的博物館展出。

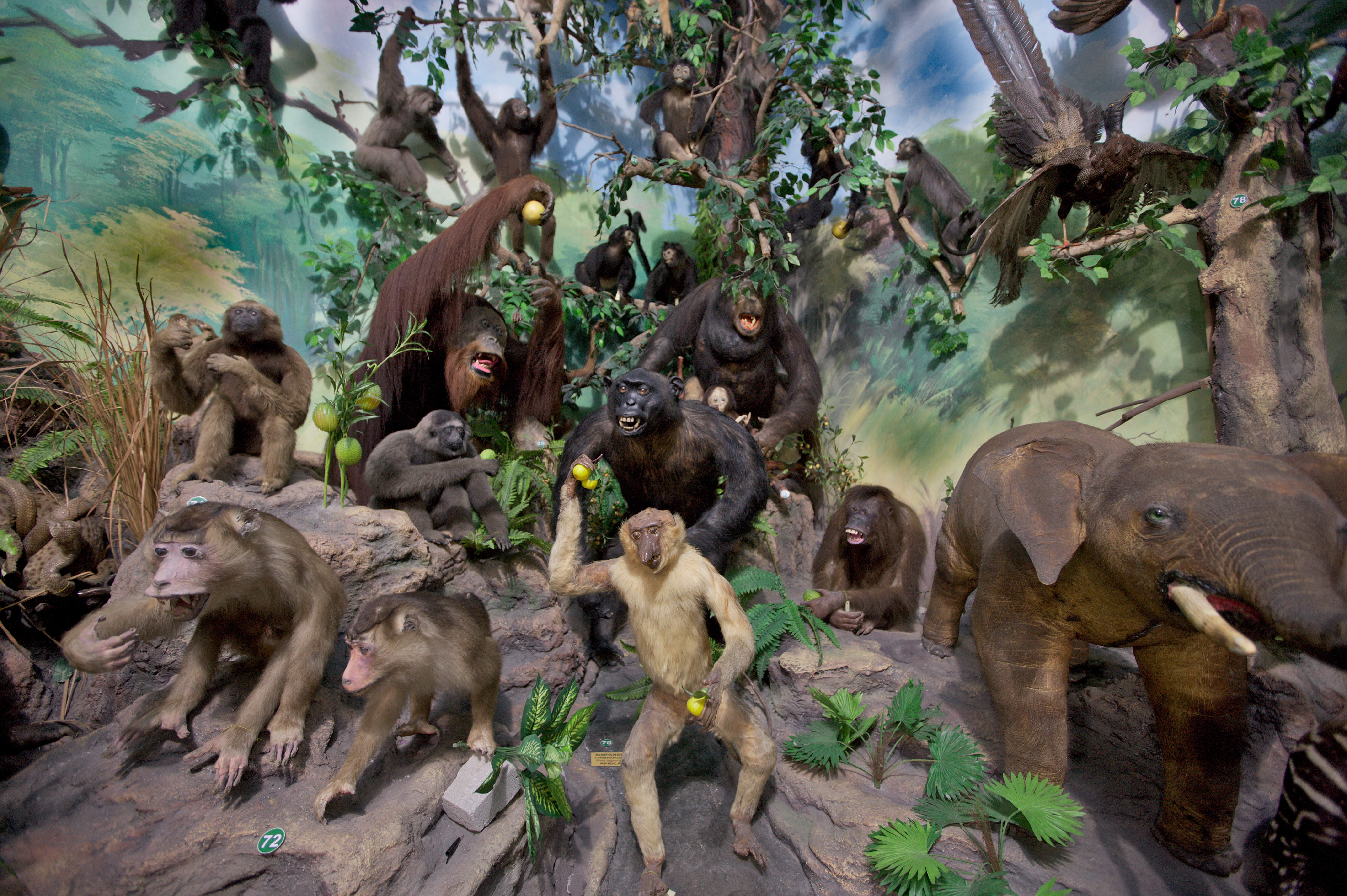
位於印度尼西亚北苏门答腊省棉蘭的拉玛特国际野生动物博物馆展出的已剝製靈長類及厚皮動物